# 一個任賢齊
《一個任賢齊》是歌手任賢齊的流行音樂專輯，於2002年9月6日正式發行。

## 曲目
1. 永夜
2. 一個人
3. 舉杯
4. 再見黃鶴樓
5. 捨不得
6. 不再讓你孤單
7. 無妳就無我
8. 如果有人比我更愛你
9. 愛的世界
10. 難懂的妳
11. 少年遊
12. 老張的歌
13. 冰力十足

## 備註
- 台灣版首批限量贈海報